# داريل بويل
داريل بويل هو لاعب هوكي الجليد كندي، ولد في 24 فبراير 1987 في Sparwood ‏ في كندا.

## وصلات خارجية
- داريل بويل على موقع دوري الهوكي الوطني (الإنجليزية)
- داريل بويل على موقع EliteProspects.com (الإنجليزية)
- داريل بويل على موقع HockeyDB.com (الإنجليزية)
- داريل بويل على موقع أوليمبيديا (الإنجليزية)